# Radványi Dorottya
Radványi Ágota Dorottya (Budapest, 1960. október 12. –) Kazinczy-díjas magyar tévébemondó, műsorvezető, műsor szerkesztő.

## Élete
Az Esztergomi Tanítóképző Főiskola népművelés szakán végzett 1984-ben. A Magyar Televízióhoz 1979-ben került, bemondóként az 1982-ben tartott bemondó-válogatáson szerepelt először. A Magyar Rádiónál is dolgozott, 1980-tól 1987-ig. 1997-ig volt az MTV bemondója, majd ugyanebben az évben vezette az akkor induló kereskedelmi TV2 reggeli műsorát. 2006-ban mint belső munkatárs tért vissza a Magyar Televízióhoz, a kulturális programok szerkesztő-műsorvezetője, például a Közeli című kulturális híradónak, a Jobbulást! című egészségügyi műsornak, a Családi délelőtt című magazinnak, a Válaszd a tudást! – Mentés másként című ismeretterjesztő műsornak. Dolgozott a Satelit televízióban és a Calypso Rádióban, 1992–93-ban Komlósi Gábor Oktatási Stúdiójában (KOS) is tanított.

## Díjak
- Kazinczy-díj (2023)[2]
- Wacha Imre-díj (2023)

## Televíziós műsorai
- Mi-ti-ők – középiskolákat bemutató ifjúsági sorozat
- Kalendárium – ismeretterjesztő magazin
- Ötről-hatra – ismeretterjesztő magazin
- Itthon-otthon – lakberendezési magazin
- Prizma – aktuális magazin
- A férfi, aki tetszik nekünk… – szórakoztató műsor
- Családorvos – egészségügyi sorozat
- Betűpárbaj – nyelvi vetélkedő
- Szeret, nem szeret… – szórakoztató magazin
- Jó reggelt, Magyarország!
- Ma délelőtt – délelőtti magazin (1997-1998)
- Kincsestár – kulturális műsor (1999-)
- Csak ma! – délelőtti magazin
- Közeli – kulturális híradó
- Válaszd a tudást! (szerkesztő-műsorvezető)
- Harmónia (szerkesztő)
- Jobbulást!
- Családi délelőtt
- Kívánságkosár
- Hogy volt?!
- Almárium[3]
- Önök Kérték (2025–)
- Ybl 200 – ismereterjesztő sorozat (2014)

## Könyvei
- Kert a lelke mindennek – interjúkötet (Athenaeum Kiadó, 2001)[4]
- Mindenem a kertem (Magus Kiadó, Budapest, 2003) ISBN 9638634766